# 엔리코 리볼타
엔리코 리볼타(이탈리아어: Enrico Rivolta enˈriːko riˈvɔlta[*]; 1905년 6월 29일, 롬바르디아 주 밀라노 ~ 1974년 3월 18일, 롬바르디아 주 밀라노)는 이탈리아의 전 축구 선수로, 현역 시절 미드필더로 활약했다. 그는 1928년 하계 올림픽에서 이탈리아 선수단 일원으로 참가해 동메달을 목에 걸고, 1927-30년 중부 유럽 선수권 대회에도 참가해 정상에 올랐다.

## 국가대표팀 경력
리볼타는 이탈리아의 1928년 하계 올림픽 동메달 주역이며, 단 1경기만 참가한 1927-30년 중부 유럽 선수권 대회에서는 우승을 거두었다.

## 수상

### 클럽
인테르나치오날레
- 세리에 A: 1929–30

### 국가대표팀
이탈리아
- 중부 유럽 선수권 대회: 1927-30
- 하계 올림픽 동메달: 1928